# Comuna Vîșnivți, Onufriivka
Vîșnivți (în ucraineană Вишнівці) este o comună în raionul Onufriivka, regiunea Kirovohrad, Ucraina, formată din satele Lozuvatka și Vîșnivți (reședința).

## Demografie
Componența lingvistică a comunei Vîșnivți
     Ucraineană (96,95%)
     Rusă (2,67%)
     Alte limbi (0,26%)
Conform recensământului din 2001, majoritatea populației comunei Vîșnivți era vorbitoare de ucraineană (96,95%), existând în minoritate și vorbitori de rusă (2,67%).